# New Zealand Cycle Classic 2016
Das 29. New Zealand Cycle Classic 2016 war ein neuseeländisches Straßenradrennen. Das Etappenrennen fand vom 20. bis zum 24. Januar 2016 statt. Zudem gehörte das Radrennen zur UCI Oceania Tour 2016 und war dort in der Kategorie 2.2 eingestuft.

## Teilnehmende Mannschaften
| UCI Professional Continental Teams ONE Pro Cycling                 |                                                                        |                                                            |
| UCI Continental Teams Avanti Isowhey Sport Kenyan Riders Downunder | Data #3 Cisco Racing Team p/b Scody State of Matter MAAP               | JLT Condor                                                 |
| Nationalmannschaften Neuseeland                                    |                                                                        |                                                            |
| Vereine Bikebarn GPM Stulz Oliver’s Real Food Racing Škoda Racing  | Cobra9 Racing Mobile Communications Services MCS Seasucker Trust House | Fagan Motors Ford New Zealand Community Trust Sign Factory |

## Etappen
| Etappe    | Datum    | Etappenorte               | type                 | Länge (km) | Etappensieger  | Gesamtführender |
| --------- | -------- | ------------------------- | -------------------- | ---------- | -------------- | --------------- |
| 1. Etappe | 20. Jan. | Masterton – Masterton     | Mittelschwere Etappe | 123        | Chris Lawless  | Chris Lawless   |
| 2. Etappe | 21. Jan. | Masterton – Martinborough | Mittelschwere Etappe | 136,8      | Brad Evans     | Alex Frame      |
| 3. Etappe | 22. Jan. | Masterton – Carterton     | Mittelschwere Etappe | 130        | Kristian House | Ryan Thomas     |
| 4. Etappe | 23. Jan. | Masterton – Admiral Hill  | Hügelige Etappe      | 152,5      | Ben O’Connor   | Ben O’Connor    |
| 5. Etappe | 24. Jan. | Masterton – Masterton     | Mittelschwere Etappe | 122,5      | Michael Cuming | Ben O’Connor    |